# Wesełe (hromada Nowa Kachowka)
Wesełe (ukr. Веселе) – osiedle na Ukrainie, w obwodzie chersońskim, w rejonie kachowskim, w hromadzie Nowa Kachowka. W 2001 liczyło 2637 mieszkańców, wśród których 2151 wskazało jako ojczysty język ukraiński, 439 rosyjski, 4 mołdawski, 10 białoruski, 20 ormiański, a 13 inny.